# Teatr okrucieństwa
Teatr okrucieństwa – koncepcja teatru sformułowana przez Antonina Artauda w jego manifeście Le Théâtre de la cruauté (1932), a następnie w książce Teatr i jego sobowtór (1938, wydanie polskie 1966). Po raz pierwszy została zrealizowana w przedstawieniu według scenariusza samego Artauda na podstawie sztuki Shelleya Rodzina Cencich (1935). Artaud buntował się przeciw fałszowi cywilizacji Zachodu, chciał ludzką naturę wyzwolić z jej więzów. Odszedł od realistycznej i psychologicznej koncepcji dramatu. Oddziałując na widza przy pomocy silnych i nieraz drastycznych bodźców, postawił sobie za główny cel poruszenie emocjonalne odbiorcy. Miało to przywrócić widzowi zdolność refleksji i odczuwania metafizycznego, które zatracił poprzez wpływ otaczającego go świata.

## Okrucieństwo i zgroza
Świat przedstawiony w spektaklach teatru okrucieństwa ulegał rozbiciu. Dekoracje zaprzeczały prawom czasu i perspektywy, tekst składał się z niezwiązanych ze sobą fragmentów, dźwięk dochodził do widza ze wszystkich stron, ciała aktorów ulegały nienaturalnym deformacjom, gra efektów świetlnych drażniła, a obrotowe krzesła niekoniecznie musiały być wygodne. Zacierała się granica między przestrzenią aktorską a widownią, widz czuł się osaczony przez spektakl. Artaud chciał (choć nigdy mu się to do końca nie udało) umieścić widzów w samym środku przedstawienia, tak aby mogli być „wchłonięci i fizycznie dotknięci” przez spektakl. Teatr stawał się miejscem, gdzie widz, zamiast być chronionym, bywał narażony. Artaud popełniał akt okrucieństwa na odbiorcy:

Potrzeba nam przede wszystkim teatru, który by rozbudzał: rozbudzał nerwy i serce. […] Wszystko, co działa, jest okrucieństwem. Dzięki tej idei, teatr winien się odnowić. […] Stąd wołanie o okrucieństwo i zgrozę, ale w znaczeniu szerokim, którego rozmiar pozwoliłby na wysondowanie całej naszej witalności, postawiłby nas twarzą w twarz ze wszystkimi naszymi możliwościami.

Poprzez okrucieństwo rozumiał on nie konkretnie sadyzm czy sprawianie bólu, ale często brutalne, fizyczne przymuszenie do pozbycia się złudzeń fałszywej rzeczywistości, która, jak mawiał, „niczym całun zakrywa nasze zmysły”. 

To okrucieństwo, które będzie krwawe tylko jeśli potrzeba - nigdy dla zasady - może też być określane jako dążenie do bolesnej moralnej czystości, która się nie boi płacić życiu należną mu daninę.

Epatowanie okropnością i absurdem było środkiem do osiągnięcia dalszego celu. Jeśli spektakl uniemożliwi widzowi rozumową analizę, zacznie on odbierać przedstawienie całościowo, przekaz dotrze do jego podświadomości. Celem Artauda było wyzwolenie widza stłamszonego przez cywilizację Zachodu, uświadomienie mu jego prawdziwej natury, jego popędów i pożądań. Człowiek w koncepcji Artauda opanowany jest przez erotyczne obsesje i zamiłowanie do zbrodni.

## Spektakl jako rytuał
Dla Artauda teatr miał być miejscem świętym, magicznym. Spektakl stawał się rytuałem. Kostiumy, maski nabierały znaczenia symbolicznego. Artaud był zwolennikiem Jungowskiej koncepcji nieświadomości zbiorowej. Uważał, że poprzez spektakl można otworzyć drogę nie tylko do jednostkowej podświadomości, ale także do zbiorowej nieuświadomionej wspólnoty doświadczeń. Ta warstwa wspólnego dla całej ludzkości mitu prowadzi jednostkę wprost ku poznaniu najgłębszej prawdy.

## Aktor w teatrze Artauda
U podstaw ruchu w koncepcji Artauda leży transowy, frenetyczny taniec zaobserwowany przez artystę na indonezyjskiej wyspie Bali. Aktor był najważniejszym elementem spektaklu, miał pokazać widzowi swoją prawdziwą twarz, powinien mieć w sobie coś dzikiego i mistycznego, aby móc wpływać na widza. Mowa ciała powinna wyrażać agresję i pragnienia. Aktorzy na scenie zachowywali się skrajnie nienaturalnie, stosując przesadne groteskowe gesty, zastygając nieruchomo, udziwniając mimikę. Ważną rolę odgrywała cielesność oddechu, a zatem czegoś, co jest wspólne aktorom i widzom, a tym samym jednoczy ich ze sobą.

## Rola słowa i tekstu literackiego
Artaud był przeciwnikiem dramatów opartych na słowie. Wierzył, że słowa są tyranem znaczeń, i postulował zastąpienie tekstu unikatowym językiem w pół drogi między myślą a gestem. Słowo stało się jednym z wielu elementów aktorskiej ekspresji, tekst miał być chaotyczny – wypowiedź sceniczna nie powinna podążać za wymogami dyskursu. Głos dobywany przez aktora powinien być stłumiony – Artaud kładł nacisk na wymóg blokady głosu, wyrażającej się w formie niemego krzyku, słyszalnego w ciszy. Nie tyle sam głos, ile raczej odgłosy, które miały boleśnie dotykać widza.

## Wpływy i kontynuacje
Wpływ tej koncepcji można dostrzec m.in. w twórczości Eugène Ionesco, Jeana Geneta, Sary Kane. Do teatru okrucieństwa nawiązywały też teatralne poszukiwania czystej formy Stanisława Ignacego Witkiewicza. Idea Artauda wpłynęła znacząco na działalność XX-wiecznego teatru alternatywnego, w tym na The Living Theatre, inspirowała Petera Brooka. Z pomysłów Artauda czerpali także Jerzy Grotowski czy Tadeusz Kantor.